# Melba Boyd
Melba Joyce Boyd (n. 2 aprilie 1950, SUA) este o personalitate importantă a poeziei afro-americane. Ea a scris 13 cărți și este profesor universitar și președinte al Departamentului de Studii Africane la Wayne State University.

## Biografie
Boyd a obținut licența și masteratul în limba engleză la Universitatea de Stat Wayne. În cursul anilor 1970 și la începutul anilor 1980, Boyd a predat limba engleză la Liceul Tehnic Cass din Detroit și la Wayne County Community College. Ea a obținut un doctorat în limba engleză la Universitatea Michigan în anul 1979. Boyd a fost bursier Fulbright în Germania în anii 1983-1984. Ea a deținut poziții academice la Universitatea din Iowa, Universitatea de Stat din Ohio, Universitatea din Michigan–Flint și Universitatea de Stat Wayne.
Boyd a fost redactor la Broadside Press, care era mai demult cea mai cunoscută editură americană de literatură afro-americană. O parte din activitatea ei a fost dedicată cercetării vieții lui Dudley Randall, fondatorul editurii Broadside. Melba Boyd a obținut în anul 2005 distincția American Library Association Book Honor for Nonfiction pentru cartea Wrestling with the Muse: Dudley Randall and the Broadside Press. Ea a scenarizat, produs și regizat filmul documentar „The Black Unicorn: Dudley Randall and the Broadside Press”.
Opt dintre cărțile ei sunt volume de poezie și ea a câștigat numeroase premii pentru poezie, printre care Michigan Council for the Arts Individual Artist Award. În 1997 Boyd a scris poemul oficial al Muzeului Charles H. Wright de Istorie Afro-Americană, care este scris pe peretele Muzeului. Temele principale ale poeziilor lui Boyd sunt viața urbană și diviziunea societății în clase sociale și după rasă.